# Auberge
Auberge je glasbeni album angleškega glasbenika Chrisa Ree, ki je bil izdan leta 1991.
Auberge je bil leta 1991 najbolje prodajan glasbeni album v Veliki Britaniji.
Naslovna skladba je dosegla 16. mesto na britanskih glasbenih lestvicah.
Najuspešnejše skladbe z albuma so: »You My Love«, »Looking for the Summer« ter »Auberge«.

## Skladbe na albumu
Vse pesmi je napisal in uglasbil Chris Rea.
| Št. | Naslov                      | Dolžina |
| --- | --------------------------- | ------- |
| 1.  | „Auberge‟                   |         |
| 2.  | „Gone Fishing‟              |         |
| 3.  | „You're not A Number‟       |         |
| 4.  | „Heaven‟                    |         |
| 5.  | „Set Me Free‟               |         |
| 6.  | „Winter Song‟               |         |
| 7.  | „Red Shoes‟                 |         |
| 8.  | „Sing A Song Of Love To Me‟ |         |
| 9.  | „Every Second Counts‟       |         |
| 10. | „Looking For The Summer‟    |         |
| 11. | „You My Love‟               |         |
| 12. | „The Mention Of Your Name‟  |         |

## Sodelujoči pri izidu albuma
- Chris Rea - kitara, orgle, orglice
- Anthony Drennan - kitara, dobro
- Robert Ahwai - bas kitara
- Max Middleton - klavir
- Tim Sanders - tenorski saksofon
- Simon Clarke - altovski saksofon, baritonski saksofon
- J. Neil Sidwell - trombon
- Rick Taylor - trombon
- Roddy Lorimer - trobenta, rog
- Paul Spong - trobenta, rog
- Nick Hitchens - tuba
- Martin Ditcham - tamburin, bobni
- Carol Kenyon - spremljevalni vokal
- Linda Taylor - spremljevalni vokal
- Gavyn Wright - režiser
- The Kick Horns - priredbe za rog
- Jon Kelly - producent
- John Mackswith - tonski mojster
- Justin Shirley-Smith - tonski mojster
- Willie Grimston - koordinator produkcije
- Alan Fearnley - slike